# Burmeistera knaphusii
Burmeistera knaphusii är en klockväxtart som beskrevs av Thomas G. Lammers. Burmeistera knaphusii ingår i släktet Burmeistera och familjen klockväxter.
Artens utbredningsområde är Ecuador. Inga underarter finns listade i Catalogue of Life.